# یونتورا (اورگن)

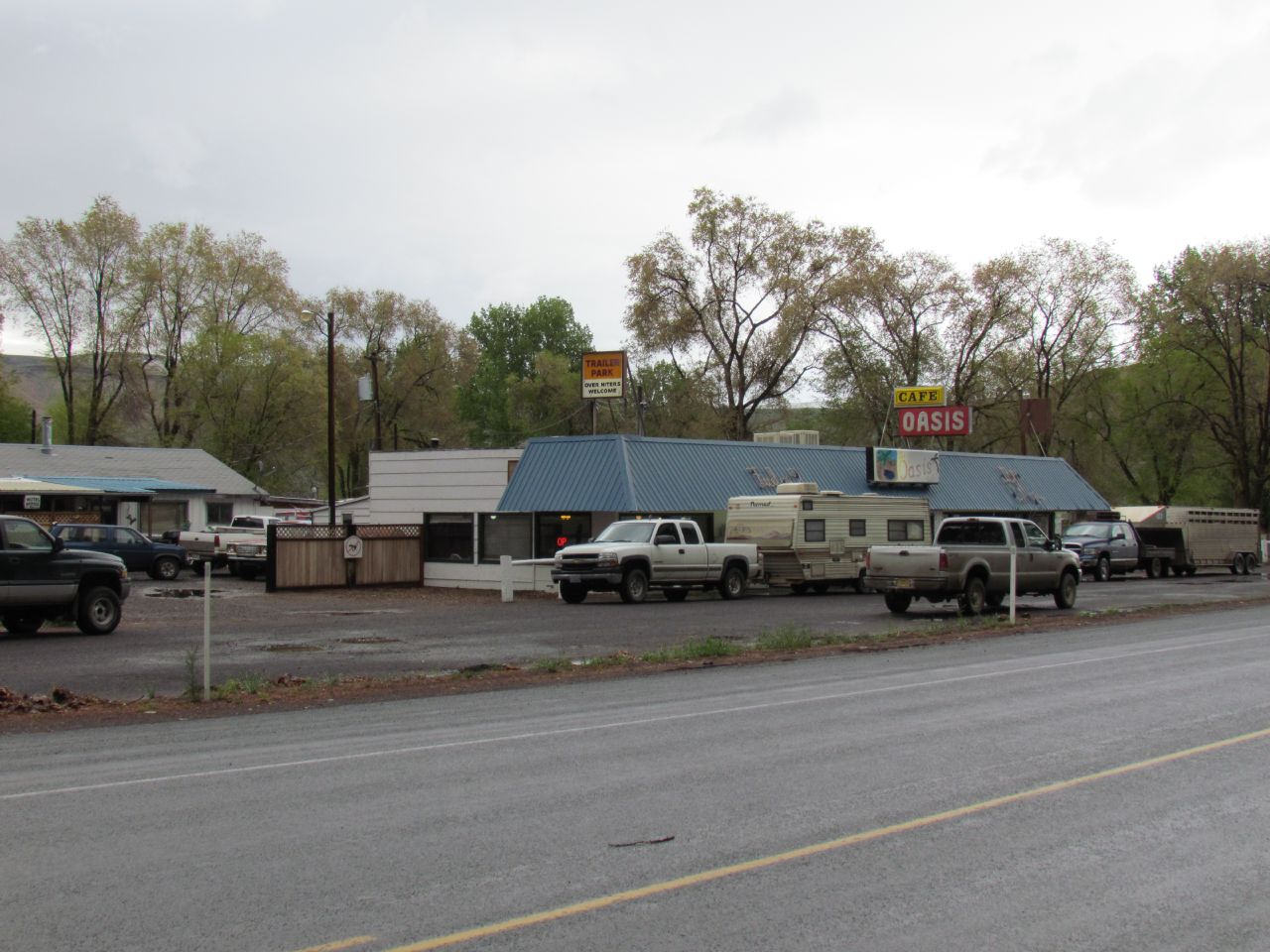
یونتورا

یونتورا، اورگن (انگلیسی: Juntura, Oregon) جمعیتی است که به لحاظ قانونی در شهرستان مالهیور در ایالت اورگن- ایالات متحده آمریکا ثبت نشده است، کلمه یونتورااسپانیایی است به معنی «ارتباط» برقرار کردن و اسم آن‌ها به خاطر نزدیکی ایشان به رودخانه مالهیور است. این رودخانه، رودخانه مالور شمالی نیز شناخته می‌شود. این نام احتمالاً توسط بنیاد محلی بنیاد میشیگان  انتخاب شده است، که از دهه ۱۸۸۰ به این منطقه وارد شده است و بعد از آن سرپرستی مدرسه شهرستان را بر عهده داشته است. اداره پست یونتورا در سال ۱۸۹۰ تأسیس شد و هنوز کار می‌کند. رشد این منطقه پس از جنگ جهانی دوم گسترش پیدا نکرد و در ۲ نوامبر سال ۱۹۷۶، بر اساس رایزنی‌ها این شهر قرار بود از بین برود. یونتورا همچنین بخشی از منطقه میکروپولیتن ایالت انتاریو است.